# Portanus corumba
Portanus corumba är en insektsart som beskrevs av Rauno E. Linnavuori 1959. Portanus corumba ingår i släktet Portanus och familjen dvärgstritar. Inga underarter finns listade i Catalogue of Life.